# 도데카니사 전역
도데카니사 전역은 제2차 세계대전 당시 도네카니사 전역은 연합군이 살로 공화국이 지배하는 도데카니사 제도를 1943년 9월 이탈리아 왕국의 항복 이후 점령하려는 시도였다. 연합군은 이 제도를 점령한 이후 발칸 제도에 있는 독일군에 대항하는 기지로 사용하려고 했었다. 연합군의 노력이 2개월 간 독일군에 의해 도데카니사 제도가 점령되면서 실패로 끝났고, 연합군은 수많은 병력과 함선을 잃었다. 도데카니사 전역은 1943년 9월 8일부터 1943년 11월 22일까지 일어난 전역으로, 독일군이 유럽 전구의 마지막 몇 해 동안 일어난 전투 중 승리를 거둔 몇 안되는 전투 중 하나였다.

## 배경
도데카니사 제도는 에게 해 남동쪽에 위치해 있었고, 1911년 이탈리아-투르크 전쟁 이후 이탈리아령이었다. 이탈리아의 통치 기간 동안 전략적으로 위치한 이 섬은 동지중해에서 이탈리아 제국의 관심을 샀다. 제도 중 가장 큰 섬은 로도스섬이었고, 이 섬은 주요한 군용 및 항공 기지였다. 레로스 섬은 수심이 깊은 라키 항을 보유하고 있었는데, 베니토 무솔리니의 지휘 하에 견고한 항공기지로 변했다. 1941년 4월, 그리스 공방전 이후 크레타를 잃은 연합군은 그리스 및 그리스 소속 제도와 군도들을 잃을 수 밖에 없었다. 1943년 봄, 북아프리카 전역에서 추축국 군대를 결정적으로 패배시킨 후 윈스턴 처칠은 갈리폴리 전역을 경험한 바 이 지역에 관심을 가지게 되었다. 영국군은 추축군을 전진 기지에서 몰아내고 중립국 터키의 참전을 요구하기 위해 도데카니사 제도 및 크레타 섬에 대한 탈환전을 계획한다. 이는 처칠이 좋아하는 아이디어인 발트 함대에 대한 대안으로 다르델네스 해협을 통해 소련으로 갈 수 있는 통로를 확보하는 것이었다. 1943년 1월, 카사블랑카 회담에서 처칠은 그의 사령관들에게 계획을 짜라 지시했다.

## 같이 보기
- 나바론의 요새